# Laurent Vanden Bak
Laurent Vanden Bak, né le 2 octobre 1989 à Courtrai, est un coureur cycliste belge, actif dans les années 2010.

## Biographie

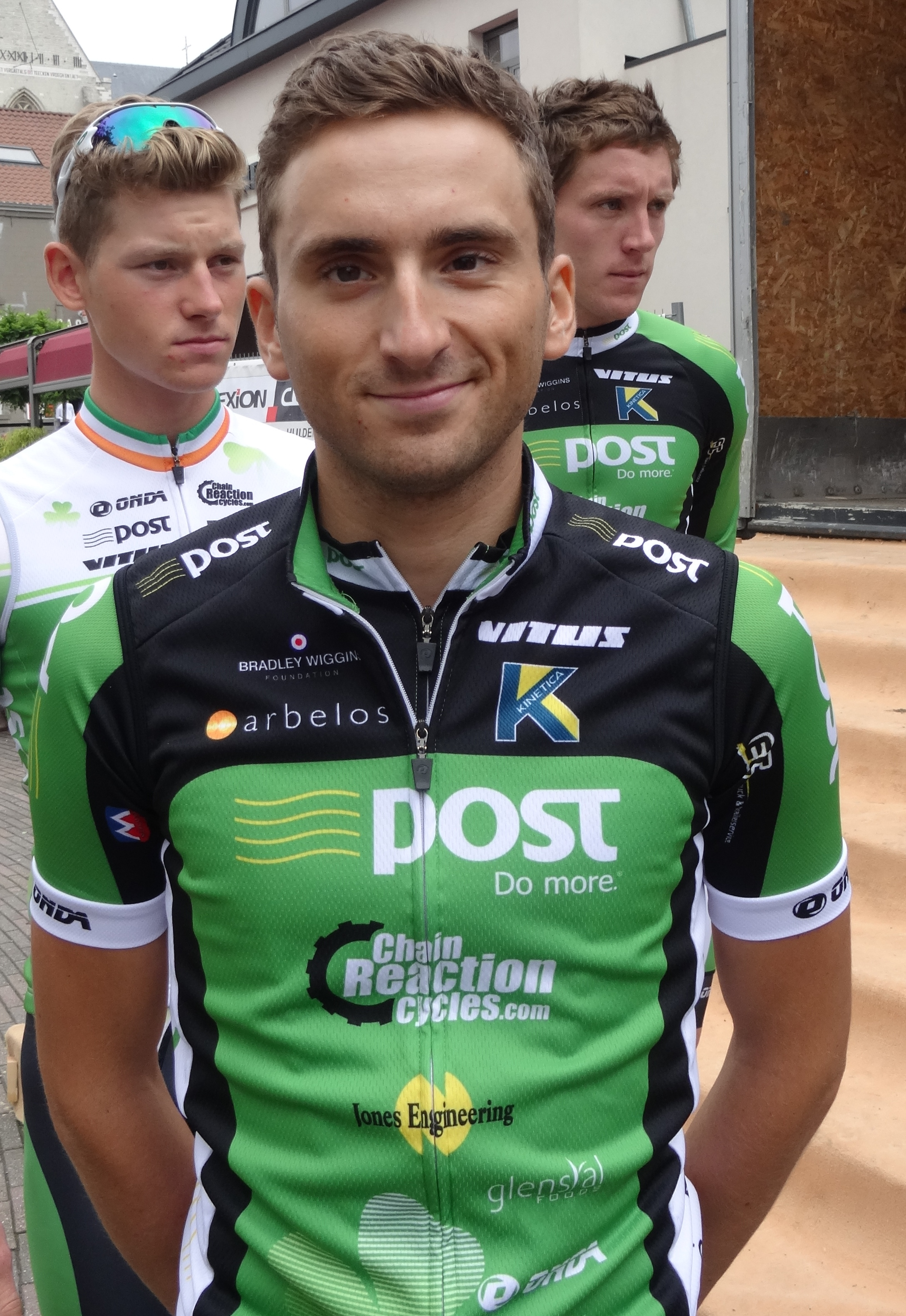
Laurent Vanden Bak lors du départ de la Course des raisins 2014 à Huldenberg.

Laurent Vanden Bak naît le 2 octobre 1989 à Courtrai en Belgique.
Il débute en 2001 le cyclisme au Kortrijkse Groeningespurters. L'année suivante, il court pour le WT Affligem, puis roule de 2003 à 2005 pour le Molenspurters Meulebeke. De 2006 à 2007, il court pour l'équipe Avia, avant de passer les saisons 2008 et 2009 chez PWS Eijssen.
Laurent Vanden Bak fait ensuite partie de l'équipe de club belge Soenens-Jartazi-Construkt Glas de 2010 à 2012. Ce dernier devient Soenens-Contrukt Glas en 2011. Il devient champion de Belgique de contre-la-montre des élites sans contrat en 2012. Il signe alors chez l'équipe continentale irlandaise An Post-ChainReaction pour les saisons 2013 et 2014. Il a remporté en 2014 la kermesse de Wetteren.
Début décembre 2014, il annonce avoir signé pour la saison 2015 dans l'équipe continentale luxembourgeoise Leopard Development. À cette occasion, il déclare « L'environnement professionnel de l'équipe me permettra, je l'espère, de franchir un pas supplémentaire dans le cyclisme professionnel et de réaliser de bons résultats sur des épreuves UCI », puis « Je serai le coureur le plus âgé de l'équipe, donc je suis impatient de partager mon expérience avec les plus jeunes, et de les guider au mieux ».
Après deux saisons rendues compliquées par  des maladies à répétition et des blessures, il met un terme à sa carrière de coureur à l'issue de la saison 2017.

## Palmarès
- 2006
  - 2e de Gand-Menin
- 2012
  -  Champion de Belgique du contre-la-montre élites sans contrat
  - 2e du Grand Prix Nieuwkerken-Waas